# 柳琰
柳琰（1437年—？），字邦用，直隸揚州府儀真縣人，明朝政治人物。進士出身。

## 生平
成化元年（1465年）舉乙酉科應天府鄉試第十二名。成化二年（1466年）聯捷丙戌科會試第三百十三名，殿試登進士第二甲第三十五名。授户部主事，往淮安府监督仓粮，与内官王增福、王刚不和，被其诬告纳赂，十年十二月被锦衣卫逮至京师讯问，贬河南南阳府通判。
弘治二年（1489年）累升嘉兴府知府。

## 家族
曾祖父柳仲得。祖父柳裕。父亲柳讓。